# Faculté des sciences infirmières de l'Université Laval
La Faculté des sciences infirmières de l'Université Laval est l'une des 17 facultés présentes à l'Université Laval.

## Historique
Fondée le 9 janvier 1967, l’École des sciences infirmières a pour mandat d'implanter et d'encadrer des programmes d'études conduisant à l'obtention de grades universitaires de baccalauréat, de maîtrise en sciences infirmières et, à partir de 2010, de doctorat.
Le 11 juin 1997, elle devient la Faculté des sciences infirmières et obtient ainsi un statut officiel. Ce sera la deuxième faculté en sciences infirmières dans la francophonie après l’Université de Montréal.